# WWE Magazine
WWE Magazine fue la revista oficial de la empresa de lucha libre profesional WWE. 

## Historia
WWE Magazine ha pasado por muchas encarnaciones a lo largo de los años. Era conocido originalmente como La Revista Victoria WWF desde su debut cuestión a través de la tercera edición de la publicación. A partir de la tercera edición (mayo de 1984) se hizo conocida como WWF Magazine por sus siglas, con el recién coronado Campeón de la WWF Hulk Hogan en la portada. WWF Magazine seguiría siendo bi-mensual hasta junio de 1987, en la que se convertiría en una operación mensual y un elemento básico de WWF para la próxima década.
En abril de 1996, WWF decidió crear una segunda revista que se llamaría Raw Magazine, que se convirtió en un foco detrás de escenas de la actividad, centrada en los perfiles de los luchadores reales. Debutó con la edición de junio de 1996, y cada dos meses hasta enero de 1998. En mayo de 2002 la World Wrestling Federation llegó a ser conocido como la World Wrestling Entertainment (WWE), y por lo tanto la revista se modificó en consecuencia para WWE Magazine a partir de junio de 2002.
Poco antes, WWE se había dividido en dos marcas, Raw y SmackDown!. Raw Magazine y WWE Magazine no se vieron afectados, sin embargo hasta enero de 2004, en los que se decidió tener compartimientos separados para sus respectivas marcas. Raw Magazine conservó su nombre pero siguió el estilo de WWE Magazine, sin embargo se centró exclusivamente en la marca Raw. WWE Magazine se convirtió en SmackDown! Magazine, y se centraría únicamente en la marca SmackDown!. Eso duró hasta el verano de 2006, en la que las revistas de Raw y SmackDown se interrumpirían y una nueva revista de WWE se estrenará en agosto del 2006. La nueva revista de WWE fue diseñada para dejar de ser exclusivamente una revista de lucha libre. En cambio la mayor parte de la revista contiene consejos de estilo de vida, análisis de productos y las fotos de las superestrellas de WWE dentro y fuera del ring.
En la edición de mayo de 2012, en el segmento «Idiota del mes» debutó un título que llevaría puesto la superstar que fuera presentado como Idiota del mes, estrenándolo Daniel Bryan. Desde El 16 de octubre La revista WWE magazine se dejara de publicar. la Portada de la última edición de WWE Magazine Serán Los tres exmiembros de The Shield: Roman Regins, Dean Ambrose y Seth Rollins

## Contenido
LUCHA
- Tomas crudas: Presenta un combate memorable de WWE Raw.
- Pelea de viernes por la noche: Características de un combate memorable de WWE Friday Night SmackDown.
- Momento clásico: Cuenta con un combate clásico de WWE/WCW.
- Las cifras cantan: Relacionan estadísticas con un combate ocurrido en el mes.
- Idiota del Mes: Una Superestrella, diva o equipo heel, recibe un trofeo en forma de bota debido a sus actos "malvados" durante el mes.
- El Informador: Un contribuyente desconocido revela rumores sobre varias superestrellas.
- Ropa de batalla de WWE:  Una superestrella habla sobre su atuendo de ring.
- Anatomía de una Superstar: Una superestrella comenta acerca de un atributo físico.
- Sexy Superfan: A una fan se le piden diez preguntas sobre WWE.
- Tenías que estar allí: Una superestrella habla sobre su reciente viaje en forma de cómic.
- Entonces y Ahora: Una superestrella habla de su carrera en WWE.

CULTURA W
- Body Shop: Las Superestrellas discuten sus regímenes de acondicionamiento físico.
- TWEET del Mes: Las Superestrellas responden a las preguntas de los fanes.
- Diva del Mes: Una Diva diferente aparece en esta sección reconocida por su desempeño en el mes.

DE CERCA
- De cerca: Repasando los acontecimientos pasados en WWE.
- Antes de la Campana: Lo que una Superestrella o Diva hace antes de su lucha.